# 科斯泰什蒂鄉 (瓦斯盧伊縣)
46°30′N 27°45′E / 46.500°N 27.750°E
科斯泰什蒂鄉（羅馬尼亞語：Comuna Costești, Vaslui），是羅馬尼亞的鄉份，位於該國東北部，由瓦斯盧伊縣負責管轄，面積74平方公里，海拔高度155米，2007年人口3,235，人口密度每平方公里44人。